# الحزب الشيوعي العمالي (الدنمارك)
الحزب الشيوعي العمالي (بالدنماركية: Arbejderpartiet Kommunisterne)‏ هو حزب شيوعي دنماركي ثانوي. تأسس في كوبنهاغن في أبريل 2000.
اعتمد المؤتمر التأسيسي للحزب البرنامج العام، «البيان من أجل الدنمارك الاشتراكية»، وبرنامج العمل، «الكل معًا ضد رأس المال»، بالإضافة إلى قوانين الحزب.
المبدأ التنظيمي للحزب هو المركزية الديمقراطية.
تكمن جذور الحزب التاريخية في المنظمة الشيوعية المناهضة للتلفزة في أكتوبر، والتي انبثقت عن الحزب الشيوعي الدنماركي (الماركسي اللينيني) في عام 1997.
الصحيفة المركزي للحزب هي "Kommunistisk Politik" (السياسة الشيوعية). وللصحيفة نشرة دولية باللغة الإنجليزية.
منظمة الشباب التابعة للحزب هي رابطة الشبيبة الشيوعية الدنماركية.
الحزب عضو نشط في المؤتمر الدولي للأحزاب والمنظمات الماركسية اللينينية.

## روابط خارجية
- موقع الحزب الرسمي، جزئيًا باللغة الإنجليزية
- Kommunistisk Politik ، الجهاز المركزي لـلحزب